# Phyllonorycter scopariella
Phyllonorycter scopariella är en fjärilsart som först beskrevs av Philipp Christoph Zeller 1846.  Phyllonorycter scopariella ingår i släktet guldmalar, och familjen styltmalar.
Artens utbredningsområde är:
- Österrike.
- Belgien.
- Lettland.
- Tjeckien.
- Slovakien.
- Danmark.
- Frankrike.
- Tyskland.
- Irland.
- Italien.
- Nederländerna.
- Polen.
- Portugal.
- Spanien.
- Ukraina.

Inga underarter finns listade i Catalogue of Life.